# Teseo Taddia
Teseo Taddia (né le 20 avril 1920 à Bondeno et mort en 1983) est un athlète italien, spécialiste du lancer du marteau.

## Biographie
Il remporte la médaille d'argent du lancer du marteau lors des championnats d'Europe de 1950, à Bruxelles, devancé par le Norvégien Sverre Strandli. Il s'adjuge par ailleurs deux titres aux Jeux méditerranéens, en 1951 et 1955.
Il se classe septième des Jeux olympiques de 1948 et dixième des Jeux olympiques de 1952.

### Palmarès
| Date | Compétition           | Lieu       | Résultat | Épreuve           | Performance |
| ---- | --------------------- | ---------- | -------- | ----------------- | ----------- |
| 1948 | Jeux olympiques       | Londres    | 7e       | Lancer du marteau | 51,74 m     |
| 1950 | Championnats d'Europe | Bruxelles  | 2e       | Lancer du marteau | 54,73 m     |
| 1951 | Jeux méditerranéens   | Alexandrie | 1er      | Lancer du marteau | 52,33 m     |
| 1952 | Jeux olympiques       | Helsinki   | 10e      | Lancer du marteau | 54,27 m     |
| 1954 | Championnats d'Europe | Berne      | 10e      | Lancer du marteau | 55,12 m     |
| 1955 | Jeux méditerranéens   | Barcelone  | 1er      | Lancer du marteau | 55,14 m     |

### Records
| Épreuve           | Performance | Lieu | Date |
| ----------------- | ----------- | ---- | ---- |
| Lancer du marteau | 59,17 m     |      | 1950 |